# Landgericht Rosenheim
Das Landgericht Rosenheim war ein von 1799 bis 1803 und 1807 bis 1879 bestehendes bayerisches Landgericht älterer Ordnung mit Sitz in Rosenheim. Die Landgerichte waren im Königreich Bayern Gerichts- und Verwaltungsbehörden, die 1862 in administrativer Hinsicht von den Bezirksämtern und 1879 in juristischer Hinsicht von den Amtsgerichten abgelöst wurden.

## Geschichte
Im Jahr 1273 wurde die Justiz in Rosenheim erstmals mit dem Richter Chunradus Churnheimer erwähnt. Rosenheim war nach dem Niedergang der Grafen von Wasserburg Sitz eines zunächst niederbayerischen Pfleggerichts. Der Markt Rosenheim erhielt am 2. Januar 1604 von Herzog Maximilian von Bayern zwar die niedere Gerichtsbarkeit in seinem Burgfrieden, das bayerische Pflegegericht in Rosenheim blieb aber mit seinen drei Schergenämtern Kolberamt, Rossersberg und Stephanskirchen bestehen; auf diese drei Ämter waren insgesamt 28 Haupt- bzw. Obmannschaften verteilt; außerdem zählten zum Landgericht Rosenheim zwei Hofmarken und sieben Sitze. Am 16./17. September 1803 wurde dieses Gericht aufgehoben und das Kolberamt sowie das Amt Stephanskirchen dem Landgericht Aibling zugeordnet; das Amt Rossersberg kam dagegen an das neugegründete Landgericht Fischbach, dem sonst der größte Teil des ebenfalls aufgelösten Landgerichts Auerburg überwiesen worden war. Aber schon 1807 erfolgte eine weitere Umstrukturierung der Gerichtsbezirke, da die Außengrenze nach Tirol wegfiel. Es wurden die Bezirke Fischbach und Aibling vereinigt und der Sitz des Gerichts nach Rosenheim, in das sog. „Haus am Platz“, verlegt. Das Landgericht Aibling wurde zwar 1838 wiedererrichtet, aber das Landgericht Rosenheim blieb in der verkleinerten Form bestehen. 1862 entstand zur Erledigung der Verwaltungsaufgaben der Landgerichte Aibling, Rosenheim und Prien das Bezirksamt Rosenheim, während hinsichtlich der Justizverwaltung alle drei Gerichte fortbestanden, bis die Landgerichte in Bayern, und so auch die Landgerichte Rosenheim, Aibling und Prien 1879 in Amtsgerichte umgeformt wurden. Obere Instanz für das nunmehrige Amtsgericht Rosenheim wurde das bisherige Bezirksgericht, jetzt Landgericht Traunstein.